# A tutto Disney
A tutto Disney è stato un programma televisivo italiano contenitore per ragazzi, in onda il sabato pomeriggio su Canale 5 nella stagione 1993-1994.
Alla sua conduzione c'era una giovane Irene Ferri (all'epoca ventunenne), Riccardo Rossi e Riccardo Salerno (già alla guida di Disney Club).

## Il programma
Nel 1993 la RTI acquisì i diritti per un programma-contenitore basato su materiale Disney; negli anni precedenti essi erano stati detenuti dalla RAI, che aveva prodotto un programma del genere, il celebre Disney Club, e inserito produzioni Disney in altri programmi per bambini. Il programma andò in onda su Canale 5 tutti i sabati, dal 2 ottobre 1993 al 18 giugno 1994, fino al TG5 Flash delle 17:55. Nella stessa stagione anche Bim Bum Bam, in onda dal lunedì al venerdì, iniziava con un cartone animato Disney e proseguiva con altri cartoni e anime. A Tutto Disney non raggiunse però il gradimento di Bim bum bam e Disney Club, cosa che spinse la Walt Disney Company Italia a concedere i diritti, l'anno dopo, nuovamente alla RAI. Dalla settimana successiva la situazione del palinsesto torna dunque quella originaria: dal 25 giugno 1994 su Canale 5 Bim Bum Bam torna ad essere trasmesso anche di sabato, mentre Rai 1 si riprese il Disney Club.

## Programmi

### Cartoni animati
- Bonkers - Gatto combinaguai e Ecco Pippo! (riproposti nell'estate 1996 all'interno di Bim Bum Bam Speciale Disney su Canale 5 e in replica sulle reti RAI e Disney);
- I Classici Disney (riproposto sulle reti RAI da fine 1994 in poi e sulle reti Disney);
- La sirenetta - Le nuove avventure marine di Ariel (riproposto sulle reti RAI e Disney dagli anni '90 in poi).

### Rubriche
- A tutto Disney notizie (riproposto all'interno di Domenica Disney a partire dalla metà degli anni '90 sugli schermi di Rai 2 con il titolo di Disney News);
- Secchione (Quiz)